# Ville-Émard
Ville-Émard is een bekende buurt in het arrondissement Sud-Ouest van de Canadese stad Montréal, Québec.
Ten noorden van de wijk ligt de buurt Côte-Saint-Paul. De wijk wordt aan de oostelijke zijde begrensd door het Canal de l'Aqueduc (waarachter het arrondissement Verdun is gelegen), in het westen ligt het Canal de Lachine. Beide kanalen doorkruisen de zuidoostelijke hoek van het Île de Montréal. In de wijk is het Angrignon Park gelegen, een park van 97 ha met meer dan 20.000 bomen.
De stations Angrignon, Monk en Jolicoeur bedienen Ville-Émard.

## Bekende inwoners
- Maurice Vachon, worstelaar
- Mario Lemieux, ijshockeyer